# Ли, Николай Геннадьевич
Никола́й Генна́дьевич Ли (род. 1945, село Куйган Алма-Атинской области, Казахстан) — художник, профессор кафедры рисунка, живописи и скульптуры Пензенской государственной архитектурно-строительной академии.

## Биография
Родился в семье корейцев, высланных с Дальнего Востока.
В 1970 году окончил Алма-Атинское художественное училище, в 1980 году — Ленинградский художественный институт живописи, скульптуры и архитектуры имени Репина по специальности художник-график. С 1981 года работает в Пензенской государственной архитектурно-строительной академии на кафедре рисунка, живописи и скульптуры. В 2002 году ему присвоено звание профессора.
Николай Геннадьевич Ли является участником зональных, республиканских, всероссийских, зарубежных и международных выставок. Имеет три персональные выставки. Член Союза художников России. Кандидат педагогических наук (тема диссертации — «Специфика методики обучения рисования фигуры человека в архитектурно-строительных вузах»).
Автор учебника «Основы учебного академического рисунка», ставшего популярным в России и за рубежом, получившего положительные отзывы в Германии и США. Учебник даёт представление о форме, объёме и конструкции натуры. Первое издание учебника вышло в 2003 году, в дальнейшем переиздавался.